# Poolse Grondwet van 3 mei 1791

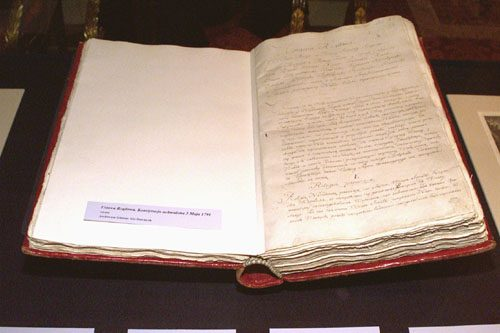
Origineel manuscript van de Grondwet van 3 mei 1791

Deze Poolse Grondwet werd op 3 mei 1791 als “Regeringswet” (Ustawa rządowa) goedgekeurd door de Grote Parlementaire Vergadering van het Pools-Litouwse Gemenebest, de uit Polen en Litouwen bestaande adelsrepubliek met een gemeenschappelijke monarch. Het document was bestemd om de tekortkomingen van het politieke bestel van het Pools-Litouwse Gemenebest te corrigeren. Het system van de “Gouden Vrijheid” had buitensporige rechten verleend aan de adel (szlachta), en had in de loop der tijd een corruptie van het politieke leven bewerkstelligd.
In 1763 leidde Russische druk ertoe dat het Poolse parlement, de Sejm, de Poolse edelman Stanislaus August Poniatowski, een gewezen minnaar van tsarina Catharina de Grote, tot koning benoemde. Onder zijn regering begon zich in Polen een hervormingspartij te ontwikkelen, die zijn aanhang heeft onder de burgerij en de lagere adel. Deze wilden in Polen diepgaande hervormingen doorvoeren, omdat ze inzagen dat hun land in de huidige situatie geen kans maakte om als onafhankelijke staat te kunnen blijven voortbestaan.
Koning Stanislaus ziet de noodzaak van hervormingen wel in, maar is bang om bij keizerin Catharina, die hem op de troon heeft gezet, in ongenade te vallen; hij laveert voortdurend tussen de hervormingsgezinden en de reactionaire meerderheid van de grote magnaten, die gesteund worden door de tsarina, die zich voordoet als garant voor de "Gouden Vrijheid" van de Poolse adel. Haar bedoeling is echter dat Polen een Russische vazalstaat zou blijven.
Een eerste hervormingspoging werd door de tsarina hardhandig afgestraft. Als Polen geen gewillige vazalstaat wilde blijven, zou het door Rusland en de twee andere machtige buurstaten ook kunnen worden opgedeeld. Bij de Eerste Poolse Deling van 1772 werden grote gebieden van het Gemenebest geannexeerd door Rusland, Oostenrijk en Pruisen.
Door de frequente toepassing van het "liberum veto", een principe dat een minderheid in staat stelde om elke politieke besluitvorming te sabotteren, was het Poolse adelsparlement volkomen verlamd geraakt. Veel parlementsleden kwamen er openlijk voor uit dat zij behoorden tot de "Russische", de "Pruisische" of de "Oostenrijkse" partij. Als reactie op de patstelling in het parlement vormden de twee voornaamste stromingen elk hun eigen "confederatie": de Confederatie van Bar van de hervormingsgezinden en de Confederatie van Targowica van hun conservatieve tegenstanders. Deze situatie bracht het land aan de rand van een burgeroorlog.

## De Grondwet
In 1791 keuren de hervormingsgezinde parlementsleden van de Confederatie van Bar de Poolse Grondwet van 3 mei 1791 goed, de meest liberale grondwet die Europa tot op dat moment had gekend. De grondwet was in sterke mate geïnspireerd door de Amerikaanse Onafhankelijkheidsverklaring.
- De praktijk van de "liberum veto" werd afgeschaft;
- er werd een erfelijke, maar constitutionele monarchie ingevoerd;
- er kwam een machtenscheiding tussen de wetgevende, uitvoerende en rechtsprekende takken van het bestuur;
- het principe van de "volkssoevereiniteit" werd ingevoerd en de politieke rechten zouden voortaan niet beperkt zijn tot de adel, maar ook gelden voor de burgerij;
- vrijheid van godsdienst werd ingevoerd, evenwel met de beperking dat afval van het katholieke geloof niet was toegestaan;
- ook werd de rechtspositie van de horige boeren sterk verbeterd, doordat zij onder bescherming van het Parlement werden gesteld.
- aan de edellieden wordt het recht ontzegd om "confederaties" te vormen.

De grondwet van 1791 bleef slechts 18 maanden en 3 weken van kracht; hij werd op 23 november 1793 opgeheven door een concurrerend parlement, de Sejm van Grodno. In 1795 kwam er een eind aan de soevereine Poolse staat door de Derde Poolse Deling. Gedurende de komende 123 jaren zou de Grondwet van 3 mei 1791 door progressieven in geheel Europa beschouwd worden als een veelbelovende poging tot binnenlandse hervorming. In de woorden van de twee geestelijke vaders van de grondwet, Ignacy Potocki en Hugo Kołłątaj, was deze grondwet "de laatste wil en het testament van een stervend land". De Britse historicus Norman Davies beschrijft het document als "de eerste grondwet van zijn soort in Europa"; andere historici noemen het de op een na oudste gecodificeerde nationale grondwet ter wereld, voorafgegaan alleen door de Grondwet van de Verenigde Staten, die op 4 maart 1789 werd goedgekeurd.

## Het naspel
Aanvankelijk stemt koning Stanislaus in met deze grondwet. Hij raakte echter weer aan het twijfelen toen hij zag dat de conservatieve Confederatie van Targowica deze grondwet als een oorlogsverklaring beschouwde. De reactionaire partij kreeg steun van Rusland en Pruisen, die zich beiden fors lieten betalen voor hun steun voor de verdediging van de "Gouden Vrijheid": bij de Tweede Poolse Deling van 1793 moest Polen nogmaals grote gebieden afstaan, zodat er nog maar een rompstaat overbleef.
In wanhoop kwamen de Poolse patriotten nu in opstand onder leiding van Tadeusz Kościuszko. Met een leger dat voor een belangrijk deel uit met zeisen bewapende boeren bestond, bracht hij de Russen enkele nederlagen toe in de Slag bij Racławice en nabij Warschau. Uiteindelijk moest hij echter capituleren voor de Russische overmacht.
Na de nederlaag van Kościuszko besloten Rusland, Pruisen en Oostenrijk om de Poolse staat volledig te elimineren. De laatste resten van de staat werden in 1795 tussen de drie grote mogendheden verdeeld (Derde Poolse Deling).